# Teri White
Pour les articles homonymes, voir White.
Teri White, née le 30 octobre 1946 à Topeka dans le Kansas, est une écrivaine américaine de roman policier.

## Biographie
Elle fait des études en histoire, cinéma et sociologie.
Dès son premier roman, Triangle, elle obtient un prix Edgar-Allan-Poe. Deux anciens de la Guerre du Viêt Nam, amis inséparables, sont devenus tueurs à gages. L’un d'eux, Johnny, tue un policier. L’équipier de la victime décide de se lancer à sa poursuite. Claude Mesplède analyse ce roman comme une « excellente tragédie représentative de l’œuvre de Teri White » qualifiant son univers de « rare noirceur ». Triangle sera adapté au cinéma par Jacques Audiard.
Son deuxième roman, Bleeding Hearts, raconte l’histoire d’un parricide par un adolescent. Condamné, il s’évade au bout de dix ans et assassine des enfants prostitués. Un policier, Kowalsky, dont l’enfant a disparu, mène l’enquête jusqu'à une confrontation finale entre le policier et le meurtrier. Kowalsky est également le héros du roman suivant, Tightrope.
Le quatrième roman de White, Max Trueblood and the Jersey Desperado, sera également adapté au cinéma par Claire Devers.

## Œuvre

### Romans

#### signés Teri White
- Triangle, 1982
  - Un trio sans espoir, Série noire no 2191, 1989, réédition sous le titre Regarde les hommes tomber dans la même collection et avec numéro, 1994
- Bleeding Hearts, 1984
  - Ça nous fend le cœur, Série noire no 1996, 1985
- Tightrope, 1986
  - La guerre n’est jamais finie, Série noire no 2081, 1987
- Max Trueblood and the Jersey Desperado, 1987
  - Les Lamentations de Jeremiah, Série noire no 2105, 1987
- Fault Lines, 1988
  - Quand faut y aller…, Série noire no 2156, 1988
- Thursday’s Child, 1991
  - Fugue en tueur majeur, no 2274, 1991
- Outlaw Blues, 1992

#### signé Stephen Lewis
- The Love Merchants, 1974

### Nouvelle
- Robe Model, 1989

## Filmographie

### Adaptations
- 1992 : Max et Jérémie, adaptation de Max Trueblood and the Jersey Desperado, réalisée Claire Devers
- 1994 : Regarde les hommes tomber, adaptation de Triangle, réalisée par Jacques Audiard

## Sources
- Claude Mesplède (dir.), Dictionnaire des littératures policières, vol. 2 : J - Z, Nantes, Joseph K, coll. « Temps noir », 2007, 1086 p. (ISBN 978-2-910-68645-1, OCLC 315873361), p. 1019-1020.
- Claude Mesplède, Les années "Série noire" : bibliographie critique d'une collection policière, vol. 5 : 1982-1995, Amiens, Editions Encrage, coll. « Travaux » (no 36), 2000.